# لين تاونسند وايت جونيور
لين تاونسند وايت جونيور (بالإنجليزية: Lynn Townsend White)‏ هو أستاذ جامعي أمريكي، ولد في 29 أبريل 1907 في سان فرانسيسكو في الولايات المتحدة، وتوفي في 30 مارس 1987.